# MilkShape 3D
MilkShape 3D (MS3D) ist eine  3D-Modellierungssoftware, die vor allem zur Erstellung von Modellen für Half-Life, Blockland, Die Sims 2, Die Sims 3 und anderen Spielen verwendet wird. Durch die erhebliche Erweiterung der implementierten Export-Funktionen können Objekte in anderen 3D-Standards wie z. B. *.3ds exportiert werden.

## Entwicklung
MilkShape 3D wurde 1996 von chUmbaLum sOft, einem Softwareunternehmen mit Sitz in Zürich, Schweiz ursprünglich als ein Low-Poly-Modelling-Programm von Mete Ciragan für die GoldSrc Engine entwickelt. Im weiteren Verlauf wurden mehrfache Export-Funktionen hinzugefügt.

## Features
Die Modellierungssoftware beinhaltet elementare Funktionen wie auswählen, verschieben, rotieren, skalieren, extrudieren, unterteilen oder aufteilen und unterstützt ebenso die Low Level Bearbeitung mit dem Vertex- und Facetool. Ebenso wird ein Export in über 70 Dateiformate unterstützt.